# Discromía

Mano con signos de vitíligo

Las discromías son todas aquellas alteraciones, fisiológicas o patológicas, del color normal de la piel.

## Clasificación
Una de las clasificaciones más frecuentes, a efectos didácticos, es la que sigue:

### Discromías melánicas
Aquellas relacionadas con la producción de melanina, o las células que la producen, los melanocitos.
- Hipocromías o acromía. Ausencia (color blanco) o disminución (color marrón claro) de la pigmentación. Algunos ejemplos son:
  - Vitíligo.
  - Enfermedad de Vogt-Koyanagi-Harada.
  - Piebaldismo.
  - Hipomelanosis Gutatta idiopática.
  - Nevus acrómico.
  - Nevus de Stutton o halo-nevus.
  - Albinismo.
  - Hipocromías post-inflamatorias.

- Hipercromías. Aumento de la coloración melánica de la piel. Si la acumulación de melanina se produce en la epidermis, la discromía es marrón oscura. Si es en la dermis, la mancha es azul o gris azulado, debido a una disminución de la refracción del rojo. Algunos ejemplos son:
  - Melanocitosis dérmica congénita o mancha mongólica.
  - Nevus de Ito.
  - Nevus de Ota.
  - Nevus de Becker.
  - Efélides.
  - Lentigos.
  - Manchas café con leche.
  - Melasma o cloasma.
  - Síndrome de Bloch-Sulzberger o incontinencia pigmentaria.
  - Hipercromías post-inflamatorias.

### Discromías no melánicas
Son aquellas que se deben a otros pigmentos diferentes a la melanina. Según su origen, se clasifican en 
- Por pigmentos exógenos, incluyendo:
  - Tatuajes.
  - Discromías por fármacos: por ejemplo, amiodarona, clofamicina, zidovudina o algunos medicamentos citostáticos, como el 5-florouracilo, la ciclofosfamida o el busulfán.
  - Discromías por metales, como las debidas a sales de plata (argiria) o de oro (crisiasis), el mercurio, el bismuto o el plomo.
  - Carotenodermia, debida a la acumulación de carotenos.

- Por pigmentos endógenos, entre los que destacan:
  - Por hierro:
    - Eritema ab igne (discromía localizada).
    - Hemosiderosis cutánea.
    - Hemocromatosis.

  - Por depósito amiloide:
    - Amiloidosis macular o melanosis friccional.